# Аджигольський маяк
Аджиго́льський мая́к, або Станісла́в-Аджиго́льський задній мая́к — найвищий маяк України, висотою у 76 метрів. Знаходиться поблизу села Рибальче Голопристанського району Херсонської області у південно-східній частині Дніпровського лиману. Побудований в 1911 році за проєктом інженера і вченого Володимира Григоровича Шухова.

## Походження назви маяка
Назва маяка походить від мисів Станіслав та Аджиголь, що знаходяться на іншому березі лиману. Створи маяків направлені як раз в бік мису Аджиголь.
Гирло Дніпра вважається складним місцем для навігації. При впадінні в лиман річка перетворюється на хитросплетіння численних рукавів, островів-плавнів і вузьких проток між ними (єриків).
У Дніпровсько-Бузькому лимані канал прокладено ламаною лінією — «колінами». Прохід через фарватер кожного коліна забезпечують два або три маяки (ідентичні по структурі та різні за висотою): Станіслав-Аджигольський передній та Станіслав-Аджигольський задній.

## Історія

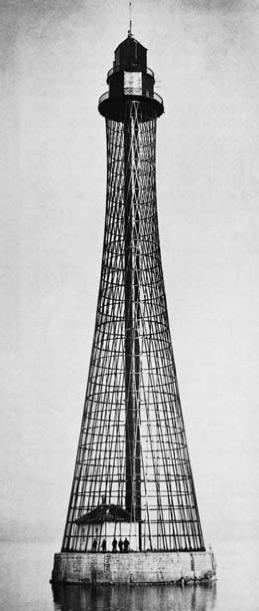
Аджигольський маяк, 1911 рік

На початку 1908 року, морське міністерство уклало з будівельною конторою інженера О. В. Барі контракт на будівництво двох гіперболоїдних маякових веж на штучних бутових островах: однієї-30-метрової, в трьох кабельтових від північного краю острова Якушев, а іншої — 70 метрової, на відстані 3,6 милі від першої, на північ від селища Рибальче.
Будівництво обох маяків завершили у 1911 році, але запрацювали вони лише через чотири роки — після закінчення будівництва виявилося, що одну з веж треба пересунути на вісім метрів.
Маяки були спроєктовані інженером Володимиром Шуховим. Він відпрацював промислову технологію виготовлення всіх деталей, створив детальний каталог типових конструкцій, випустив документацію з докладним описом способів монтажу елементів безпосередньо на будівельному майданчику.
Станіслав-Аджигольський задній маяк на момент споруди був первістком висотних гіперболоїдів. На ньому відпрацьовувались нові елементи збірки, використані потім при зведенні Шуховської радіощогли висотою 148 м у Москві.

## Зведення маяка
Поки бетонували штучний острів площею близько 400 м², складні металеві конструкції підвозили на звичайних човнах з прибережних сіл (Рибальче). Остов збирали по секціях на заклепках. Замість будівельних лісів, в місцях перетину стійок укладали дерев'яний настил, на якому за допомогою ручної лебідки вели збірку чергової секції на кожному ярусі. Таким чином, вежа, подібно складаної підзорної труби, мов би висувалася вгору. В центрі 20-метрового кола, зводили порожнисту 59-метрову опорну металеву колону (труба) діаметром 2 м з гвинтоподібними сходами всередині (для персоналу та відвідувачів) і підіймальними пристосуваннями для доставки на оглядові майданчики (які мають назви верхній та нижній) вантажі. На цих майданчиках розміщені прожекторні відділення з двома прожекторами, які подають вогонь білого кольору, коли заходить сонце, і горять до світанку. На майданчику останнього ярусу поставили 4 метровий металевий восьмигранник, а на його даху звели шестигранний ліхтарний модуль висотою 6,2 метра з потужним маяковим прожектором з дальністю видимості вогню 19 миль.
Попри важкі умови будівництва, Станіславо-Аджигольський маяк було збудовано в 1911 році.
Точність монтажу і міцність 76-метрової споруди дивовижна: відхилення від проєкту вершини вежі не перевищувала двох десяткових часток загальної висоти при коефіцієнті запасу міцності 2,5, що гарантує стійкість конструкції маяка при впливі штормів будь-якої сили.
З його вершини відкриваються чарівні краєвиди на стрічку Кінбурнської коси, на різнокольорові плями сотень островів гирла Дніпра, та широкі простори Дніпровського лиману.

## Технічна характеристика

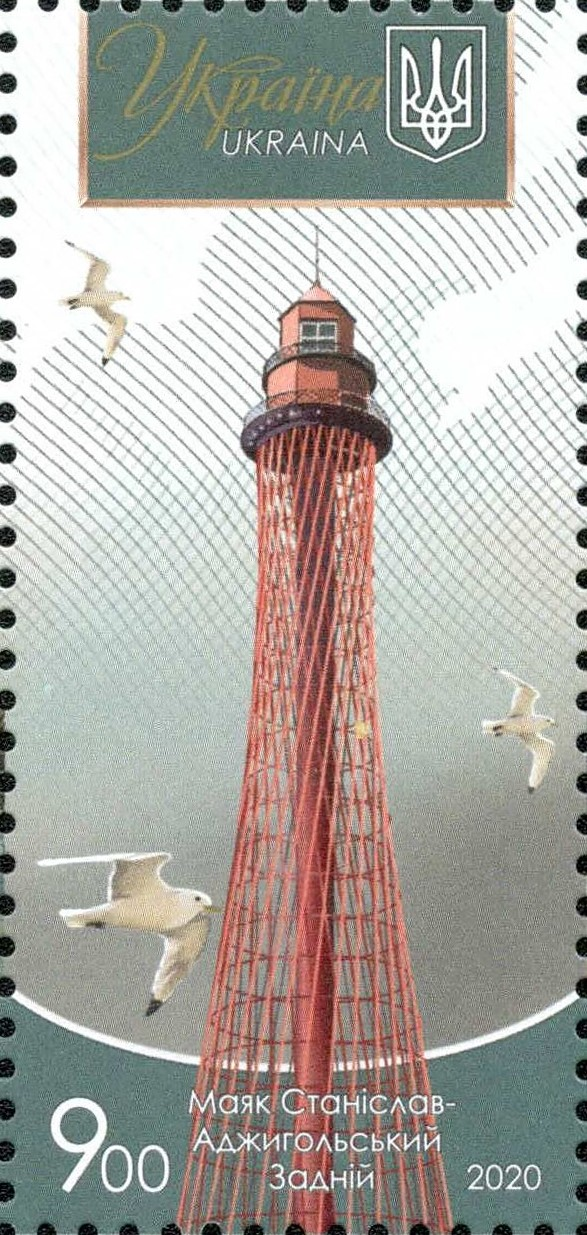
Аджиго́льський мая́к на поштовій марці (2020)

Маяк являє собою вертикальну ґратчасту гіперболоїдну конструкцію зі сталевих стрижнів. Нижній діаметр — 16 метрів, верхній діаметр (де знаходиться оглядовий майданчик) — 6 метрів, який стоїть на штучному кам'яному виступі, площа котрого 400 квадратних метрів, в декількох кілометрах від берега.
Сітчастий геперболоїд при уявній складності переплетінь металевих смуг і горизонтальних кілець, надзвичайно простий (гіперболічну поверхню утворюють прямі лінії). Гіперболоїдна технологія використання в конструкції маяка дозволила надати споруді міцність і при тому витратити відносно небагато будматеріалу тим самим знизити його загальну масу. Аджигольський маяк став найвищою односекційною конструкцією, спроєктованої В.Шуховим.
Вертикальна ажурно-металева конструкція маяка зі сталевих стрижнів, має висоту — 76 метрів, що робить його найвищим маяком в Україні, та найвищим у світі маяком традиційної конструкції. У списку найвищих маяків світу опублікованого на сайті Університету Північної Кароліни (США) він входить в двадцятку.

## Устаткування для функціонування маяка

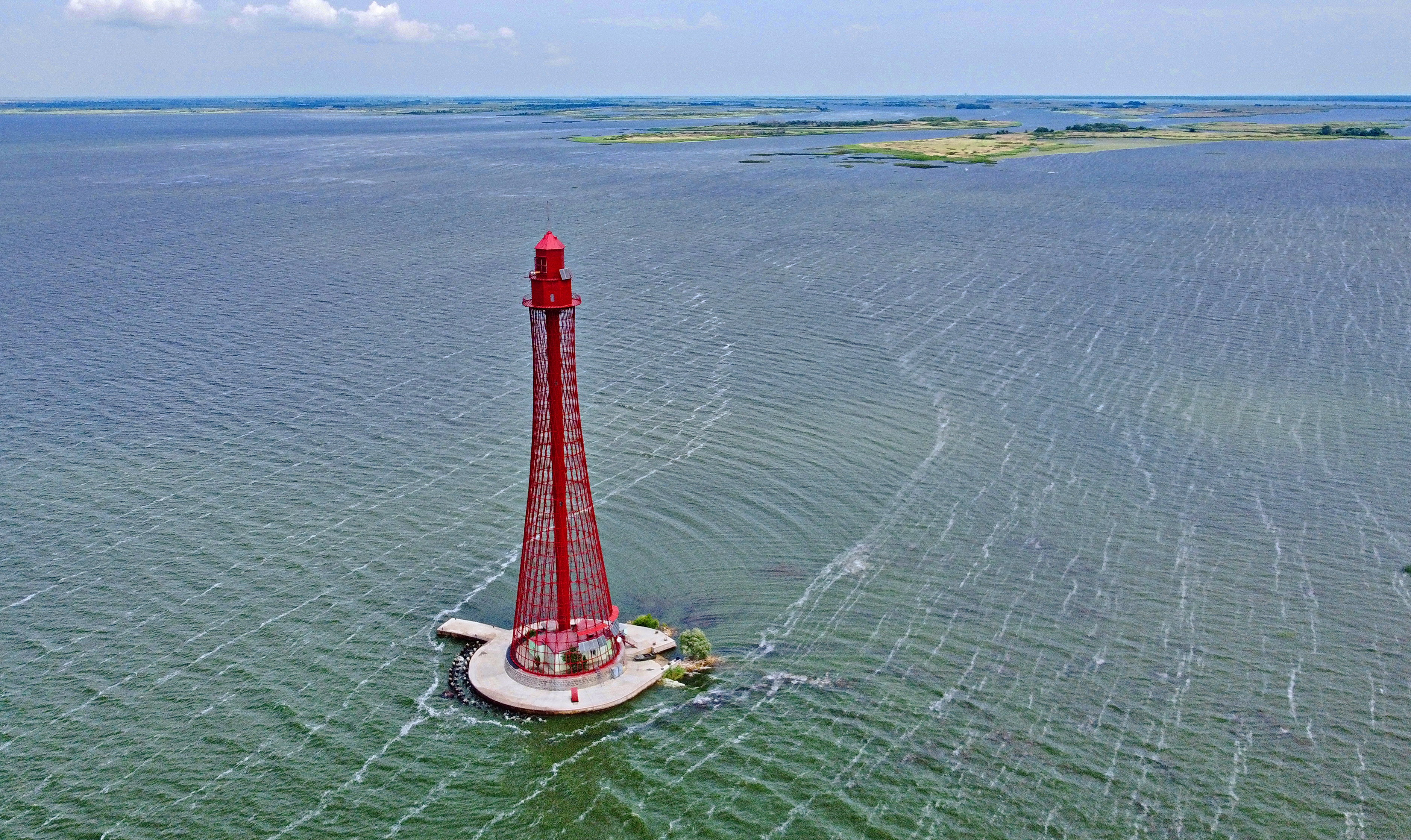
Загальний вигляд (2021)

Всередині прозорої ажурно-металевої конструкції вежі зведена невелика будівля, в якій є все для безперебійного функціонування маякового вогню: камбуз, машине відділення, цистерни з водою та паливно-мастильними матеріалами, кімната для вахтових працівників та радіовузол. Потужний приймач забезпечує надійний зв'язок із керівниками Чорноморсько- Азовського пароплавства. Центр його в Одесі, а відділ, який контролює діяльність маяка, — у Херсоні.
У 1956 році Комісія фахівців визнала, що вежа повністю відповідає нормам міцності. У 70-х роках минулого століття на маяку встановили дизель-електрогенератори, а пізніше сонячні панельні батареї, забезпечивши його електроенергією. Обслуговування маяка ведеться бригадою з п'яти чоловік вахтовим методом.
Разом зі Станіслав-Аджигольським переднім маяком, розташованим за 6,49 км (4,03 милі) від нього, служить засобом навігації для суден, що заходять у гирло Дніпра.
Маяк входив до числа стратегічних об’єктів, доступ на який цивільним було заборонено. Втім, у 2020 році сюди дозволили пускати туристів. Як писав мандрівник і фотограф Олександр Мальон: маяк має все необхідне для того, щоб зустрічати людей: електрику, санвузли, запаси води та радіозв’язок.

## Російсько-українська війна
У липні 2022-го повідомлялося, що російські війська вразили трьома ракетами в Аджигольський маяк, який був архітектурною і туристичною пам’яткою. Два попадання в основу, одне — в конструкцію.